# Subaru (imię)
Subaru (jap. すばる, スバル, 昴) – popularne imię japońskie noszone zarówno przez kobiety, jak i przez mężczyzn.
W języku japońskim wyraz Subaru (jap. 昴) oznacza Plejady.

## Znane osoby
- Subaru Shibutani (すばる), japoński idol, piosenkarz, aktor i twórca tekstów

## Fikcyjne postacie
- Subaru (昴), bohaterka mangi i anime .hack//SIGN
- Subaru Hoshikawa (スバル), główny bohater gry, mangi i anime Mega Man Star Force
- Subaru Nakajima (スバル), bohaterka mangi i anime Magical Girl Lyrical Nanoha StrikerS
- Subaru Sakamaki (スバル), bohater serii gier i anime Diabolik Lovers
- Subaru Sumeragi (昴), bohater serii Tokyo Babylon